# Bodo Traber

Bodo Traber (2019)

Bodo Traber (geboren am 23. Januar 1965 in Pforzheim) ist ein deutscher Schriftsteller, Synchron- und Hörspiel-Regisseur, Filmjournalist und Herausgeber.

## Leben
Nach einem Studium der Film- und Fernsehwissenschaft an der Freien Universität Berlin war Traber von 1990 bis 1993 zweiter Filmredakteur der Stadtzeitung Zitty (Berlin). Seit 1990 ist er als freier Drehbuchautor und Synchronbuchautor bzw. -regisseur für Film und Fernsehen tätig. Außerdem ist er Hörspielautor und -regisseur, u. a. für den WDR. Traber lebt in Berlin.

## Drehbuchautor
Seit 1995 ist Traber als freier Drehbuchautor tätig. Von 2006 bis 2010 war er Mitglied des Autorenteams der Daily Soap Gute Zeiten, schlechte Zeiten, für die er mehr als 50 Folgen schrieb. Verschiedene seiner Projekte erhielten Fördermittel.

## Filmjournalist
Traber war und ist auch als Filmjournalist und -kritiker für verschiedene Print- und Online-Magazine und Tageszeitungen tätig, schrieb u. a. mehrere Jahre für Die Welt, die Berliner Morgenpost und für die Bundeszentrale für politische Bildung. Er war seit 1993 redaktioneller Mitarbeiter und ist seit 2014 auch Herausgeber und Chefredakteur der Filmzeitschrift/des Online-Magazins Splatting Image und als Mitherausgeber zweier Lexika der Filmgenre-Reihe des Reclam-Verlags einen Namen gemacht. Darüber hinaus hat Traber zahlreiche filmhistorische Audiokommentare und Video-Intros zu DVD/Blu-ray-Veröffentlichungen aufgenommen. Er ist zudem Co-Autor zweier Bücher für die Erwachsenenbildung.

## Synchronregisseur und -autor
In den 1990er und frühen 2000er Jahren schrieb Traber deutsche Dialogbücher für verschiedene Spielfilme und Fernsehserien, darunter die Filme Drugstore Cowboy von Gus Van Sant, Die Chinesin von Jean-Luc Godard und Ultra von Ricky Tognazzi sowie die Fernsehserien Picket Fences und Allein gegen die Zukunft. Seit 2011 spezialisiert er sich auf Synchronisationen von Genre-Klassikern und alten Kultfilmen.

## Hörspielregisseur und -autor
Trabers Hörspiele gehören meist dem Thriller-, Horror- oder Science-Fiction-Genre an. Er wurde zweimal mit dem Kurd-Laßwitz-Preis für das beste Science-Fiction-Hörspiel des Jahres ausgezeichnet: 2009 für Die Flüsterer (mit Tilman Zens) und 2018 für Paradise Revisited und wurde mehrfach nominiert. Die Hörspiel-Jury des Kurd-Laßwitz-Preises nannte ihn 2018 „einen Autor, der sich einmal mehr als Meister des realitätsnahen Dialogs erwiesen hat und dessen Werk unverkennbar den Geist Philip K. Dicks atmet“.

## Filmografie (deutsche Synchronisationen) (Auswahl)
- 1990: Drugstore Cowboy (USA 1990, Regie: Gus Van Sant) (deutsches Dialogbuch)
- 1991: Roger Cormans Frankenstein (Frankenstein Unbound) (USA 1990, R: Roger Corman) (dt. Dialogbuch)
- 1991: Vale Tudo – Um jeden Preis (Valde Tudo) (bras. Telenovela ARD) (dt. Dialogbuch)
- 1993: Die Chinesin (La chinoise) (Frankreich 1967, R: Jean-Luc Godard) (dt. Dialogbuch)
- 1993–1995: Picket Fences – Tatort Gartenzaun (Picket Fences) (US-TV-Serie) (dt. Dialogbuch)
- 1997–2000: Allein gegen die Zukunft (Early Edition) (US-TV-Serie) (dt. Dialogbuch)
- 2011: In den Klauen der Tiefe (The Mole People) (USA 1956, R: Virgil Vogel) (dt. Dialogbuch u. -regie)
- 2012: Scheidung auf Finnisch (Haarautuvan rakkauden talo) (Finnland 2009, R: Mika Kaurismäki) (dt. Dialogbuch u. -regie)
- 2012: Ein letzter Sommer (Harvest) (USA 2010, R: Marc Meyers) (dt. Dialogbuch u. -regie)
- 2012: Der Sadist von Notre Dame (Exorcisme) (Frankreich 1975, R: Jess Franco) (dt. Dialogbuch)
- 2012: Gamera gegen Viras (Gamera tai Viras) (Japan 1968, R: Noriaki Yuasa) (dt. Dialogbuch)
- 2013: Gamera gegen Guiron (Gamera tai Guiron) (Japan 1969, R: Noriaki Yuasa) (dt. Dialogbuch)
- 2014: Coherence (GB/USA 2013, R: James Ward Byrkit) (dt. Dialogbuch)
- 2015: The Demon’s Rook (USA 2013, R: James Sizemore) (dt. Dialogbuch u. -regie)
- 2015: Das Parfüm der Dame in Schwarz (Il profumo della signora in nero) (Italien 1974, R: Francesco Barilli) (dt. Dialogbuch)
- 2015/16: Im Sumpf des Grauens (The Alligator People) (USA 1959, R: Roy del Ruth) (dt. Dialogbuch u. -regie)
- 2015/16: Gamera the Brave (Japan 2006, R: Ryuta Tasaki) (dt. Dialogregie)
- 2016: Giallo a Venezia (Italien 1979, R: Mario Landi) (dt. Dialogbuch)
- 2017: Spider Baby (USA 1964, R: Jack Hill) (dt. Dialogbuch u. -regie)
- 2017: Paranoia (Italien 1970, R: Umberto Lenzi) (dt. Dialogbuch u. -regie)
- 2017: Das schreckliche Geheimnis des Dr. Hichcock (L’orribile segreto del Dr. Hichock) (Italien 1962, R: Riccardo Freda) (dt. Dialogbuch u. -regie)
- 2018: Das Blutbiest (The Blood Beast Terror) (GB 1967, R: Vernon Sewell) (dt. Dialogbuch u. -regie)
- 2018: Madman (USA 1981, R: Joe Giannone) (dt. Dialogbuch u. -regie)
- 2019: Das Haus der Angst (La casa della paura) (Italien 1973, R: William Rose) (dt. Dialogbuch u. -regie)
- 2019: Der Schrecken lauert im All (It! The Terror from Beyond Space) (USA 1958, R: Edward L. Cahn) (dt. Dialogbuch u. -regie)
- 2019: Insel der verlorenen Seelen (1932) (Island of Lost Souls) (USA 1932, R: Erle C. Kenton) (dt. Dialogbuch u. -regie)
- 2019: Das Geheimnis des Dr. Mirakel (Murders in the Rue Morgue) (USA 1931, R: Robert Florey) (dt. Dialogregie)
- 2020: Blue Eyes of the Broken Doll (Los ojos azules de la mueca rota) (Spanien 1973, R: Carlos Aured) (dt. Dialogbuch u. -regie)
- 2020: Das todbringende Ungeheuer (The Deadly Mantis) (USA 1956, R: Nathan Juran) (dt. Dialogbuch u. -regie)
- 2021: Der Marschall des Teufels (El mariscal del infierno) (Spanien 1974, R: León Klimovsky) (dt. Dialogbuch u. -regie)
- 2021: Katakomben des Grauens (Attack of the Giant Leeches) (USA 1959, R: Bernard L. Kowalski) (dt. Dialogbuch u. -regie)
- 2022:	Der Schrecken aus der Meerestiefe (Destination Inner Space) (USA 1966, R: Francis D. Lyon) (dt. Dialogbuch u. -regie)
- 2022: The Blood Spattered Bride (La novia ensangrentada) (Spanien 1972, R: Vicente Aranda) (dt. Dialogbuch u. -regie)
- 2023: Caltiki – Rätsel des Grauens (Caltiki, il mostro immortale) (Italien/USA 1959, R: Riccardo Freda alias Robert Hampton) (dt. Dialogbuch u. -regie)
- 2024: Das Ungeheuer von Chicago (The Monster and the Girl) (USA 1941, R: Stuart Heisler) (dt. Dialogbuch u. -regie)

## Filmografie (Drehbuchautor) (Auswahl)
- 1995/96: Die Drei (dt. Fernsehserie, Folge Der alte Mann und der Tod)
- 2006–2010: Gute Zeiten, schlechte Zeiten (dt. Fernsehserie, diverse Folgen)
- 2006–2010: Alisa – Folge deinem Herzen (dt. Fernsehserie, diverse Folgen)
- 2010/11: Alice und die Synchronisten (mit Norbert Baumgarten) (MDM-Förderung) (noch nicht verfilmt)
- 2012: Valentins Entscheidung (mit Norbert Baumgarten) (FFA-Drehbuchförderung) (noch nicht verfilmt)

## Hörspiele (Auswahl)
- 2003: Mühlheimers Experiment (WDR, Nominierung Hörspiel-Award)
- 2004: Das Kreuz auf dem Erlenberg (WDR)
- 2006: Ghost Writer (WDR)
- 2007: 51 Grad West (mit Tilman Zens, WDR)
- 2008: Die Flüsterer (mit Tilman Zens, WDR, Kurd-Laßwitz-Preis 2009)
- 2010: Kurz vor Sonnenaufgang (WDR, Nominierung & Lobende Erwähnung Prix Europa)
- 2011: Die blauen Schafe (WDR, Nominierung Kurd-Laßwitz-Preis 2012)
- 2012: Puppenstadt (mit Tilman Zens, WDR, Nominierung Kurd-Laßwitz-Preis 2013)
- 2013: Sir Joe (WDR)
- 2013: Sherlock Holmes – Die neuen Fälle: Der geniale Magier (Allscore Media)
- 2014: Das Ding im Nebel (WDR)
- 2015: Hostile Area (Romantruhe) (WDR)
- 2015: Prof. van Dusen jagt einen Schatten (Allscore Media)
- 2015: Delay (WDR)
- 2016: Nachtexpress (WDR)
- 2016: Fungus – Pilz des Grauens (WDR) (mit Jörg Buttgereit, Autor und Regie)
- 2016: Sherlock Holmes – Die neuen Fälle: Die rote Spinne (Allscore Media)
- 2017: Paradise Revisited (WDR, Kurd-Laßwitz-Preis 2018, Autor und Regie)
- 2018: Nacht und Neumond (WDR, Autor und Regie)
- 2020: Heaven Line (WDR)
- 2021: Once a Beauty (WDR, Autor und Regie)
- 2023: Slughunters – Jagd auf die Jäger (Serie mit 5 Folgen, WDR, Autor und Regie)

## Bibliografie (Herausgeber)
- 2004: Filmgenres: Abenteuerfilm (mit Hans J. Wulff), Ditzingen b. Stuttgart (Reclam-Verlag)
- 2006: Filmgenres: Kriegsfilm (mit Thomas Klein und Marcus Stiglegger), Ditzingen b. Stuttgart (Reclam-Verlag)

## Theater
- 2005: Winterkrieger – Vietnam-Veteranen sagen aus; Uraufführung: 12. Mai 2005, Comédie Soleil – Das Theater in der Brandenburger Vorstadt, Potsdam